# John Argentine
Pour les articles homonymes, voir Argentine (homonymie).
John Argentine (mort en 1507) est un médecin anglais qui a été au service du roi d'Angleterre Édouard V et du prince de Galles Arthur Tudor, fils aîné du roi Henri VII. Il a également été provost de King's College à Cambridge.

## Biographie
John Argentine est le fils d'un même John Argentine, issu du village de Great Wymondley dans le Hertfordshire. La famille Argentine semble avoir été établie dans le Cambridgeshire depuis la conquête normande de l'Angleterre au cours du XIe siècle. John Argentine fréquente au cours de sa formation les plus prestigieuses universités d'Angleterre, tels le collège d'Eton et le King's College de Cambridge, tous deux récemment fondés au début des années 1440 par le roi Henri VI. Étant désigné par le moine Dominique Mancini comme un certain Argentinus medicus, cette déclaration, qui signifie « un médecin de Strasbourg », peut suggérer que Argentine aurait étudié dans cette ville. 
Les écrits de Mancini prouvent par ailleurs que le docteur Argentine est suffisamment renommé à l'été 1483 pour être employé auprès du jeune roi Édouard V, déposé la même année par son oncle Richard III et incarcéré à la Tour de Londres. Argentine est donc l'une des dernières personnes à avoir vu vivants Édouard et son frère cadet Richard de Shrewsbury, surnommés tous deux les « princes de la Tour », avant leur mystérieuse disparition. Mancini rapporte que le docteur lui aurait confié que le jeune Édouard, « telle une victime prête au sacrifice, rechercha l'expiation de ses pêchés par des confessions quotidiennes et la pénitence, parce qu'il croyait que la mort le regardait en face ».
Le témoignage de John Argentine servira aussi de fondement à la déclaration du chancelier de France Guillaume de Rochefort au cours des États généraux de Tours en janvier 1484 qui affirmera que Richard III avait « massacré » les princes puis reçu la couronne « par la volonté du peuple ». Par la suite, Argentine sert à compter de 1485 auprès du rival et successeur de Richard III, le roi Henri VII. Il officie notamment en tant que médecin de son fils aîné, le prince de Galles Arthur Tudor, jusqu'à la mort prématurée de ce dernier en 1502. Argentine est enfin nommé provost de King's College à Cambridge en 1501 et est inhumé à sa mort en 1507 dans la chapelle locale de l'université.

## Référence artistique
En 2005, la chaîne britannique Channel 4 produit une pièce dramatique intitulée Princes in the Tower, qui s'intéresse au sort de Perkin Warbeck après sa capture par le roi Henri VII en 1497. Historiquement, Warbeck prétend être le prince Richard de Shrewsbury, qui aurait supposément survécu à son enfermement dans la Tour de Londres. Le docteur John Argentine, dont le rôle est ici interprété par John Castle, est l'un des principaux personnages de la pièce puisqu'il est convoqué sur ordre du roi Henri VII afin de vérifier la véracité des allégations de Perkin Warbeck et de déterminer s'il est véritablement Richard de Shrewsbury, disparu dans la Tour avec son frère aîné à l'été 1483.